# Miloš Klinka
Miloš Klinka (* 15. listopadu 1958) je bývalý slovenský fotbalista, záložník.

## Fotbalová kariéra
V československé lize hrál za Spartak Trnava. Ve druhé nejvyšší soutěži hrál za VTJ Tábor a Slovan Agro Levice, nastoupil ve 135 utkáních a dal 5 gólů. Dorostenecký reprezentant Československa. Mistr Slovenska dorostu 1977.

## Ligová bilance
| Ročník                                      | Zápasy | Góly | Minuty | Klub               |
| ------------------------------------------- | ------ | ---- | ------ | ------------------ |
| 1. československá fotbalová liga 1976/77    | 8      | 0    | -      | Spartak Trnava     |
| 1. československá fotbalová liga 1977/78    | 10     | 0    | 684    | Spartak Trnava     |
| 1. československá fotbalová liga 1978/79    | 10     | 0    | 718    | Spartak Trnava     |
| 1. československá fotbalová liga 1979/80    | 2      | 0    | 171    | Spartak Trnava     |
| česká národní fotbalová liga 1981/82        | 15     | 1    | -      | VTJ Tábor          |
| 1. československá fotbalová liga 1982/83    | 5      | 0    | 450    | Spartak Trnava     |
| 1. slovenská národní fotbalová liga 1982/83 | 10     | 0    | -      | Slovan Agro Levice |
| 1. slovenská národní fotbalová liga 1983/84 | 6      | 1    | -      | Slovan Agro Levice |
| 1. slovenská národní fotbalová liga 1984/85 | 24     | 0    | -      | Slovan Agro Levice |
| 1. slovenská národní fotbalová liga 1985/86 | 27     | 3    | -      | Slovan Agro Levice |
| 1. slovenská národní fotbalová liga 1986/87 | 29     | 0    | -      | Slovan Agro Levice |
| 1. slovenská národní fotbalová liga 1987/88 | 28     | 1    | -      | Slovan Agro Levice |
| 1. slovenská národní fotbalová liga 1988/89 | 11     | 0    | -      | Slovan Agro Levice |
| CELKEM V 1. LIZE                            | 35     | 0    | 2023   |                    |